# Национална академия на науките на Република Армения
Националната академия на науките на Република Армения или Арменска национална академия на науките (на арменски: Հայաստանի Հանրապետության գիտությունների ազգային ակադեմիա, ՀՀ ԳԱԱ) е основната организация, провеждаща научни изследвания и координираща националните и международни дейности в областта на природните, инженерните и обществените науки в Армения. Състои се от 3700 научни кадри, от които 63 пълноправни членове (академици), 61 дописни членове (член-кореспонденти), 335 доктори на науките, 1080 кандидати на науките.

## История
Академията е основана на 10 ноември 1943 година на базата на арменския клон на Академията на СССР, основана почти десетилетие по-рано през 1935. Сред основателите ѝ са Йосиф Орбели, Стефан Малкасянц, Иван Кеворкян и Виктор Амбарцумян. Орбели става първият председател на академията след учредяването ѝ.

## Председатели
- Йосиф Орбели (1943–1947)
- Виктор Амбарцумян (1947–1993)
- Фадей Саркисян (1993–2006)
- Радик Мартиросян (2006– )

## Структура
Отдел „Математически и технически науки“
- Институт по математика
- Институт по механика
- Институт по информатика и проблеми на автоматизацията

Отдел „Физика и астрофизика“
- Астрофизическа обсерватория Бюракан
- Институт по радиофизика и електроника
- Институт по приложни проблеми на физиката
- Институт за физически изследвания

Отдел „Природни науки“
- Център за изследвания на екологичната ноосфера
- Институт по биохимия
- Институт по ботаника
- Институт по проблеми на хидропониката „Г. С. Давтян“
- Биотехнологичен научно-производствен център
- Институт по биотехнологии
- Институт по микробиология
- Микробиологична банка
- Институт по молекулярна биология
- Институт по физиология
- Научен център по зоология и хидроекология
  - Институт по зоология
  - Институт по хидроекология и ихтиология

Отдел „Химия и науки за земята“
- Научно-технологичен център по органична и фармацевтична химия
  - Институт по фина органична химия
  - Институт по органична химия
  - Изследователски център по молекулярни структури
- Институт по физикохимия
- Институт по обща и неорганична химия
- Институт за геологични науки
- Институт по геофизика и инженерна сеизмология „А. Назаров“

Отдел „Арменология и обществени науки“
- Институт по история
- Институт по философия и право
- Институт по икономика „М. Котанян“
- Институт по археология и етнография
- Институт по ориенталистика
- Институт по лингвистика „Р. Ачарян“
- Институт по литература „М. Абегян“
- Институт по изкуствознание
- Музей-Институт за арменския геноцид
- Арменологичен изследователски център „Ширак“
- Издателство „Арменска енциклопедия“
- Всеарменска фондация за финансиране на арменологични изследвания